# Rosemarie Schubert
Rosemarie Schubert (ur. 27 listopada 1943 we Wrocławiu, wówczas Breslau) – niemiecka lekkoatletka, oszczepniczka.
W 1964 reprezentowała swój kraj podczas igrzysk olimpijskich w Tokio – w eliminacjach w drugiej próbie (51,20 m) wypełniła minimum kwalifikacyjne i awansowała do finału, w którym oddała tylko jedną ważną próbę – 46,50 m i została sklasyfikowana na ostatniej, 12. pozycji.

## Rekordy życiowe
- Rzut oszczepem – 54,66 (1964)